# بيلاش فاركاس
بيلاش فاركاس (بالمجرية: Farkas Balázs)‏ هو لاعب كرة قدم مجري في مركز حراسة المرمى، ولد في 2 نوفمبر 1978 في بودابست في المجر. لعب مع أوليمبياكوس فولو ونادي ديوسجوري.